# حجار (عنابه)
حجار (به عربی: الحجار) یک شهرداری در الجزایر است که در استان عنابه واقع شده‌است.